# Carl Dickinson
Carl Dickinson (Swadlincote, 31 marzo 1987) è un allenatore di calcio ed ex calciatore inglese, di ruolo difensore, tecnico in seconda dell'Hartlepool Utd.

## Caratteristiche tecniche
È un terzino sinistro.

## Carriera
Cresciuto nelle giovanili dello Stoke City, nel 2004 viene inserito nella rosa della prima squadra. Nel 2006 viene ceduto in prestito al Blackpool. Rientrato dal prestito, rimane allo Stoke City fino al 2009.
Nel 2009 viene nuovamente ceduto in prestito, prima al Leeds United e poi al Barnsley. Nel 2010 passa, sempre in prestito, al Portsmouth.
Nel 2011 viene acquistato dal Watford.
Dopo una stagione al Watford, viene ceduto in prestito, prima al Portsmouth (in cui aveva già militato fra il 2010 e il 2011) e poi al Coventry City.
Nel 2013 passa al Port Vale.
Nel 2016 viene acquistato dal Notts County.
Nel 2018 firma un contratto con lo Yeovil Town.

## Palmarès

### Giocatore

#### Competizioni regionali
- Midland League: 1

Hanley Town: 2021-2022

### Allenatore

#### Competizioni regionali
- Midland League: 1

Hanley Town: 2021-2022